# Premier soulèvement cornique
Le premier soulèvement cornique est une révolte populaire qui eut lieu en 1497 en Angleterre, sous le règne d'Henri VII. Elle est principalement due à l'augmentation des taxes par le roi pour financer sa campagne militaire en Écosse.

## Contexte et soulèvement

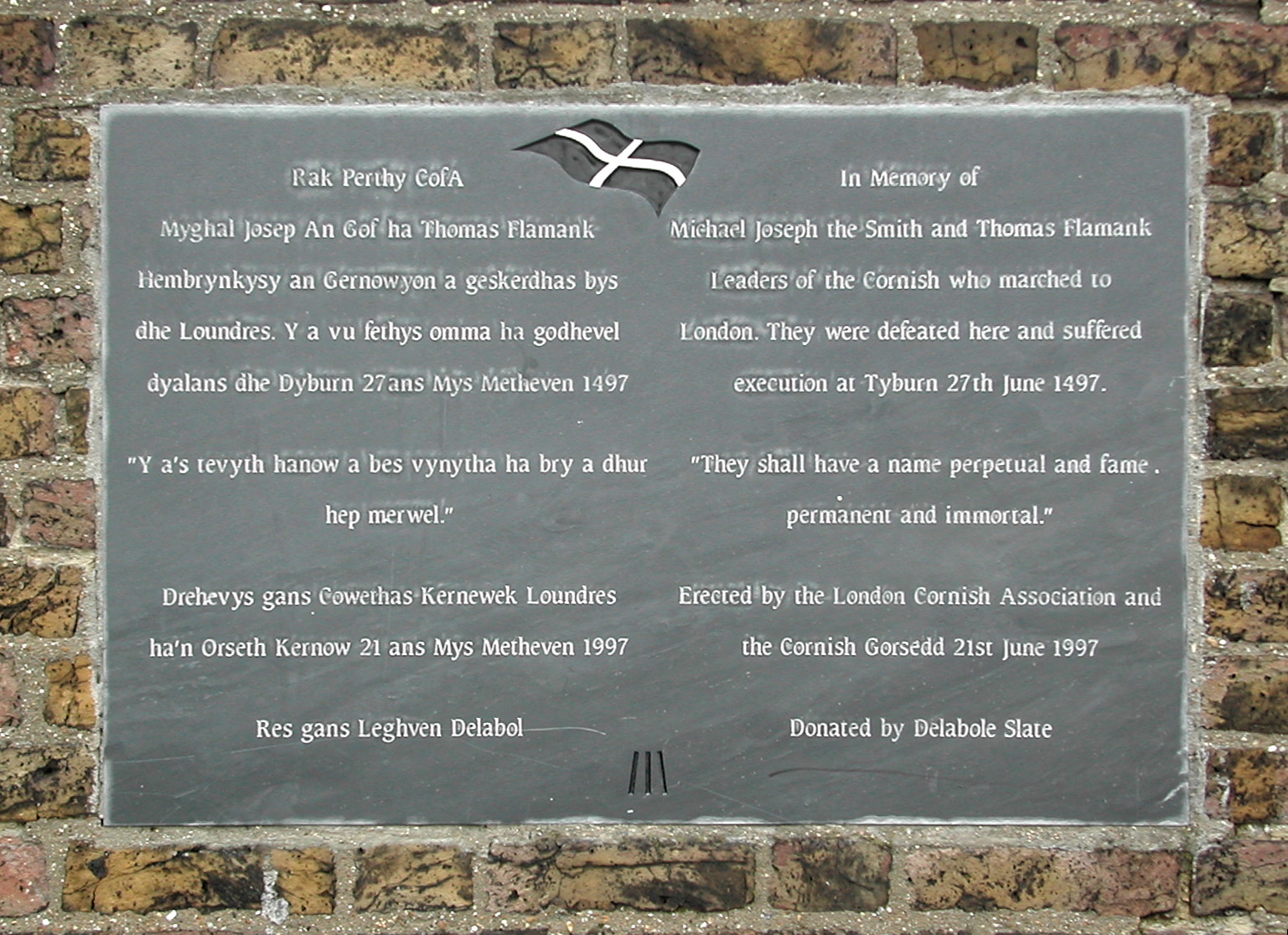
Plaque commémorative en l'honneur de Michael Joseph the Smith (An Gof) installée sur le côté nord de Blackheath Common, au sud-est de Londres, près de l'entrée sud du parc de Greenwich. Photo prise par Chris Angove, octobre 2006

Henri VII avait besoin depuis septembre 1496 de subsides pour envahir l'Écosse, qui soutenait le prétendant au trône Perkin Warbeck. Il est passé à la postérité comme un roi ayant accablé son peuple d'impôts. Il avait d'ailleurs déjà dû faire face à une révolte contre sa politique fiscale dans le Yorkshire en 1489. La population cornique avait un certain ressentiment contre les collecteurs de taxes du roi, notamment John Oby, prévôt à Penryn.
Le forgeron Michael An Gof et le juriste Thomas Flamank, originaire de Bodmin, incitent au printemps 1497 la population à se rebeller. Une armée de 15 000 personnes qui grossit au fur et à mesure se dirige vers le Devon. À Taunton, les rebelles sont rejoints par le noble James Tuchet, 7e Baron Audley. Depuis Wells, ils passent par Bristol, Salisbury et Winchester, où ils rallient de nouveaux soutiens. Devant le peu de réaction des officiers royaux, les rebelles se demandent où aller. Ils optent pour le Kent, d'où était partie la Révolte des paysans en 1381 ainsi que celle de Jack Cade en 1450. La population locale ne les soutient cependant pas. Certains rebelles décident de rentrer chez eux.

## Bataille de Deptford Bridge
Les rebelles retournent vers Guildford le 13 juin. Entre-temps, Henri a mobilisé une armée de 8 000 hommes placée sous le commandement de Giles Daubeney tandis que le comte de Surrey est envoyé surveiller la frontière écossaise. Pour plus de sécurité, la famille royale et l'archevêque de Canterbury John Morton se sont réfugiés dans la Tour de Londres. Poursuivis par l'armée royale, les rebelles s'installent à Blackheath et se préparent à affronter les troupes du roi, qui compte désormais 25 000 hommes. Les rebelles ne sont plus que 9 000. La bataille décisive a lieu au pont de Deptford le 17 juin. Ayant placé des archers afin d'empêcher l'armée royale de franchir la Tamise, les rebelles sont vite surpassés par l'artillerie royale. La cavalerie royale mène une charge et écrase les archers rebelles. En tentant de s'enfuir, certains se noient. 
Flamank, An Gof et Audley sont capturés à l'issue de la bataille. Les deux premiers sont condamnés à être pendus, traînés sur des claies et équarris le 27 juin. Audley, du fait de son rang de noble, est décapité le lendemain à Tower Hill.